# Hatice Sultan
Hatice Sultan (en turco otomano :خدیجہ سلطان; "dama respetuosa") (Trebisonda, c.1490  — Estambul, c.1543) fue una princesa otomana, hija del sultán Selim I y Ayşe Hafsa Sultan, y hermana mayor del sultán Solimán El Magnífico.

## Vida
Hatice Sultan nació alrededor de 1490, en Trebisonda, Imperio Otomano (actual Turquía). Fue la primera hija de Selim l Yavuz. Su madre era Ayşe Hafsa Sultan, su primera consorte que provenía de Crimea.
Según teorías, fue la hija más amada del Sultán Selim, la niña de sus ojos, y la consentía siempre. Acompañó durante toda su vida a su madre Ayşe Hafsa Sultan y su hermano, Solimán I. En 1509, a solicitud de su padre, se casó con el Kapudan de la flota otomana, Damat Iskender Paşa.
El marido de Hatice, İskender, como gran almirante de la flota, bloqueó el Bósforo frente al enemigo (y hermano) de Selim, Şehzade Ahmed. Por lo tanto, Ahmed no pudo llegar a Estambul y ocupar el trono. La carrera de İskender, sin embargo, no terminó bien y Selim ordenó su ejecución en 1518, por lo que Hatice enviudó. Después de su viudez, la vida de Hatice es cuestionable. 
Es posible que ella regresara con su hermano el futuro Solimán el Magnífico a su provincia en Manisa y viviera allí hasta su ascensión al trono. En ese caso, ella podría ser la hermana que estaba en Manisa, como indicaban algunos embajadores venecianos en sus cartas. Según otras fuentes, se volvió a casar con Çoban Mustafa Paşa en diciembre de 1520, pero hasta el día de hoy se sigue debatiendo y es poco probable.
Las fuentes son bastante confusas, con algunas fuentes que designan a Hatice como su esposa, mientras que otros decían que su media hermana, Şehzade Sultan estuvo casada con él hasta su muerte a principios de 1529. De hecho, Çoban fallece a finales de 1529, sólo meses luego de la muerte de su esposa (aparentemente fallecida a causa de la viruela). De haberse casado con Hatice, sólo duraron un par de meses. 
Una tradición popular menciona que en 1523 ocurrió la fastuosa boda del Gran Visir, Pargalı İbrahim Paşa y que, debido a que toda la familia real otomana asistió y a lo ostentoso de la celebración, se casó con Hatice, quién era viuda. Sin embargo, no hay evidencia histórica de este hecho. De hecho, Ibrahim estaba casado con Muhsine Hatun, una nieta de un estadista otomano. 
Mientras tanto, Hatice residía cerca del palacio de su hermano y siempre lo visitaba. Quizás como Hatice siempre fue la hija y hermana preferida, el sultán prefirió no casarla.
Su palacio, que sigue en pie en el lado oeste del hipódromo en Estambul, se ha convertido en el Museo de arte islámico de Turquía.
Hatice Sultan fue muy cercana a su sobrino, el Şehzade Mustafá, hijo de Solimán el Magnífico y una de sus concubinas, Mahidevran Hatun.

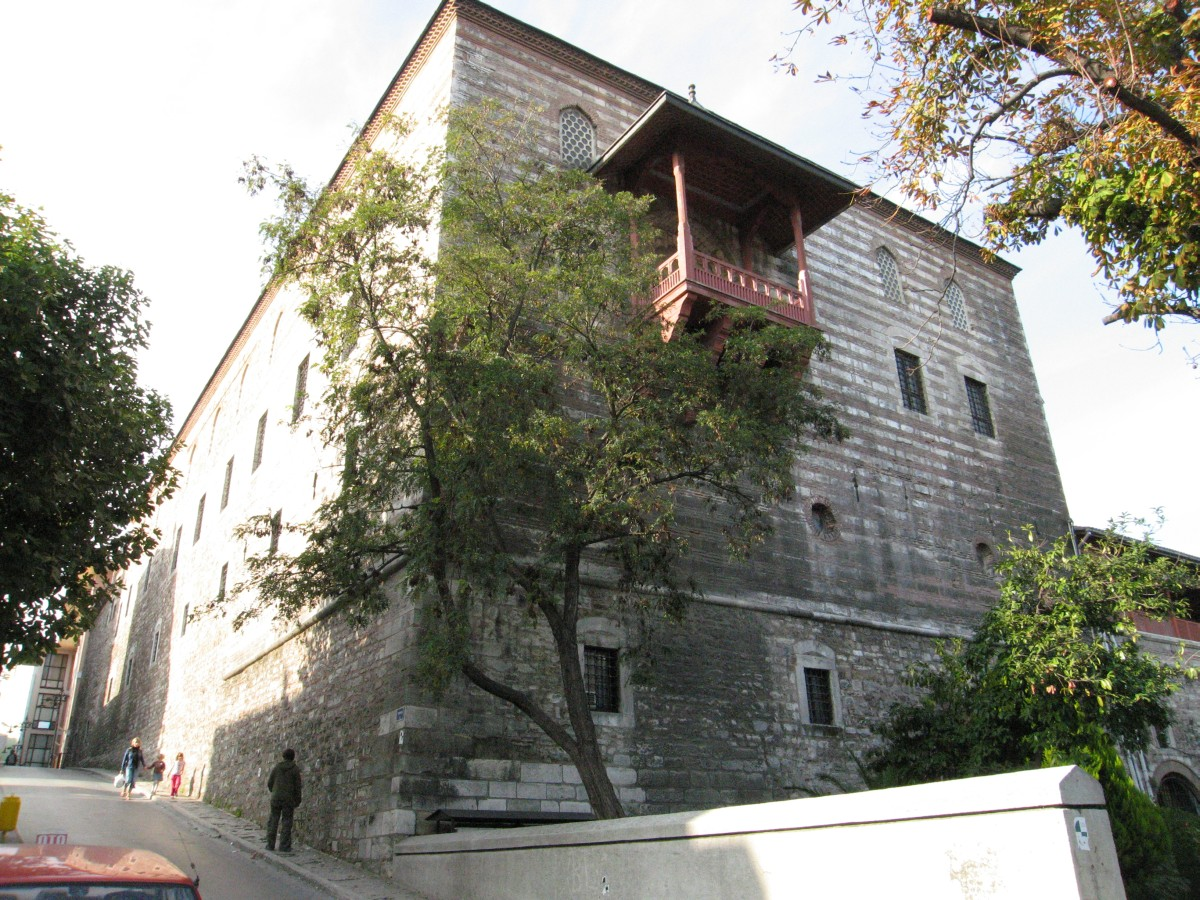
Palacio de Hatice Sultan, ahora conocido como el Museo de Arte Islámico de Estambul.

## Muerte
La última mención de Hatice en los libros otomanos fue en 1543, donde aparentemente falleció debido a causas naturales.
Sus hijos fallecieron a edades adultas, los más reconocidos son Sultanzade Mehmed Bey, y Nefise Hanım Sultan quién falleció en 1582 y fue enterrada en la türbe de Hürrem Sultan, la esposa de su hermano. 
Hatice Sultan fue enterrada en la mezquita de su padre, donde descansa toda su familia.
También se tiene registro de una bisnieta de Hatice, Haseki Ayşe Sultan, quien contrajo matrimonio con Osman II en 1619. Ayşe era nieta de Pertev Paşa, quién estaba conectado con la familia otomana. El padre de Ayşe, Ahmed Efendi comentó que una de las hijas de Hatice Sultan era su abuela, por lo tanto Hatice vendría siendo la bisabuela de Ayşe. También hay información histórica que lo terminó validando.

## Descendencia
Se cree que Hatice tuvo cinco hijos, pero hasta el momento se le reconocen dos hijos:
- Nefise Hanım Sultan (1510 — 1582), se desconoce con quién se casó. Ella fue abuela de Haseki Ayşe Sultan, la consorte de Osman II (r. 1618 – 1622). Esta enterrada en la türbe de Hürrem Sultan;
- Sultanzade Mehmed Şah Bey (¿? — 1590), una teoría asegura que contrajo matrimonio con una princesa.[3] vivió en Shkodër y la convirtió en una ciudad de ciencia y cultura al construir madrazas, mezquitas, escuelas, fuentes, puentes, posadas y baños turcos. Tenía un palacio enorme y murió allí. Está enterrado en la Mezquita Şehzade;
- Varios hijos más [4](se desconocen sus nombres y si vivieron hasta la adultez).

## En la cultura popular
En la serie de televisión turca histórica de 2011-2014 Muhteşem Yüzyıl (conocida en América Latina como El Sultán), Hatice Sultan, fue interpretada por la actriz turca-alemana Selma Ergeç.